# Гуска (приток Цветохи)
Гуска — река на Украине. Протекает по территории Шепетовского и Славутского районов Хмельницкой области. Левый приток Цветохи (бассейн Припяти).
Река типично равнинная, с илистым дном и местами заболоченной поймой. Долина в верхнем течении сравнительно узкая, ниже — раскидистая и неглубокая. Русло слабо извилистое. Сооружены несколько прудов. Длина реки составляет 25 км, площадь бассейна — 98,8 км².
Гуска берёт начало у села Пашуки Славутского района, в месте слияния нескольких ручьёв. Течёт сначала на север, от села Красноселки и до устья — на северо-запад. Впадает в Цветоху северо-западнее села Каменки.
Река течёт через юго-западную часть Шепетовки.